# Flutgraben (Erfurt)

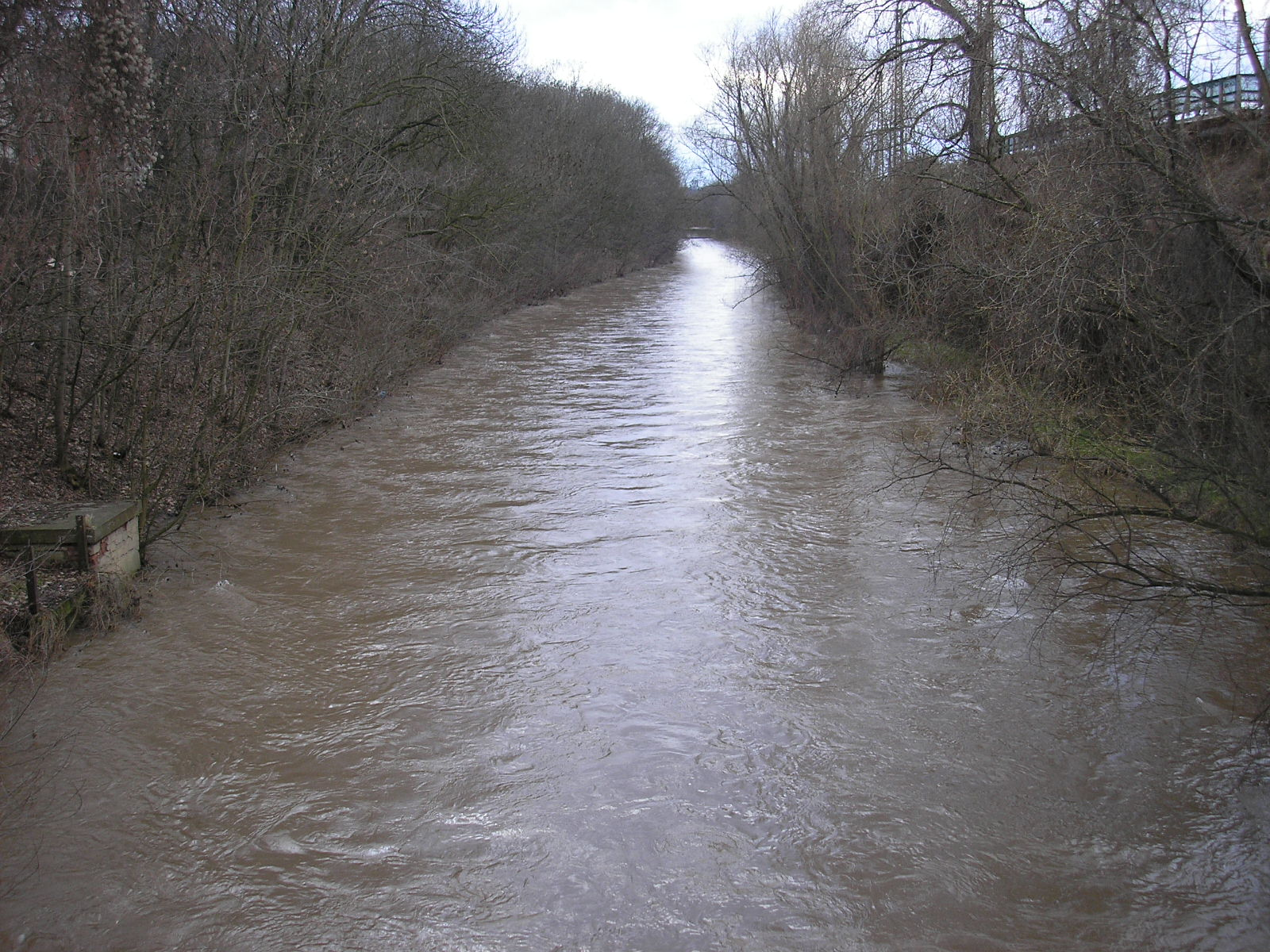
Blick von der Augustbrücke (Bahnhofstraße) flussaufwärts in den Flutgraben

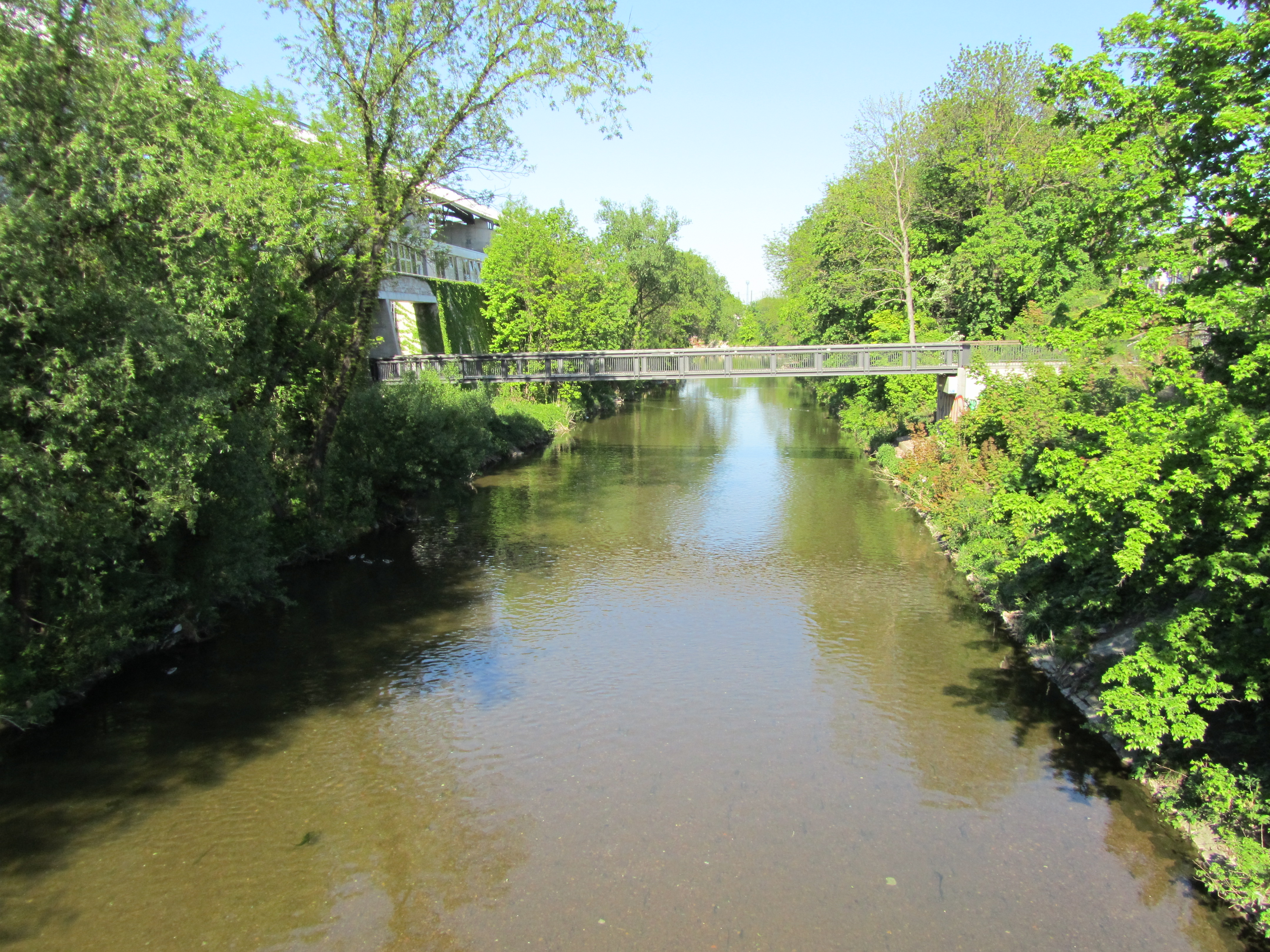
Der Flutgraben mit wenig Wasser am Hauptbahnhof

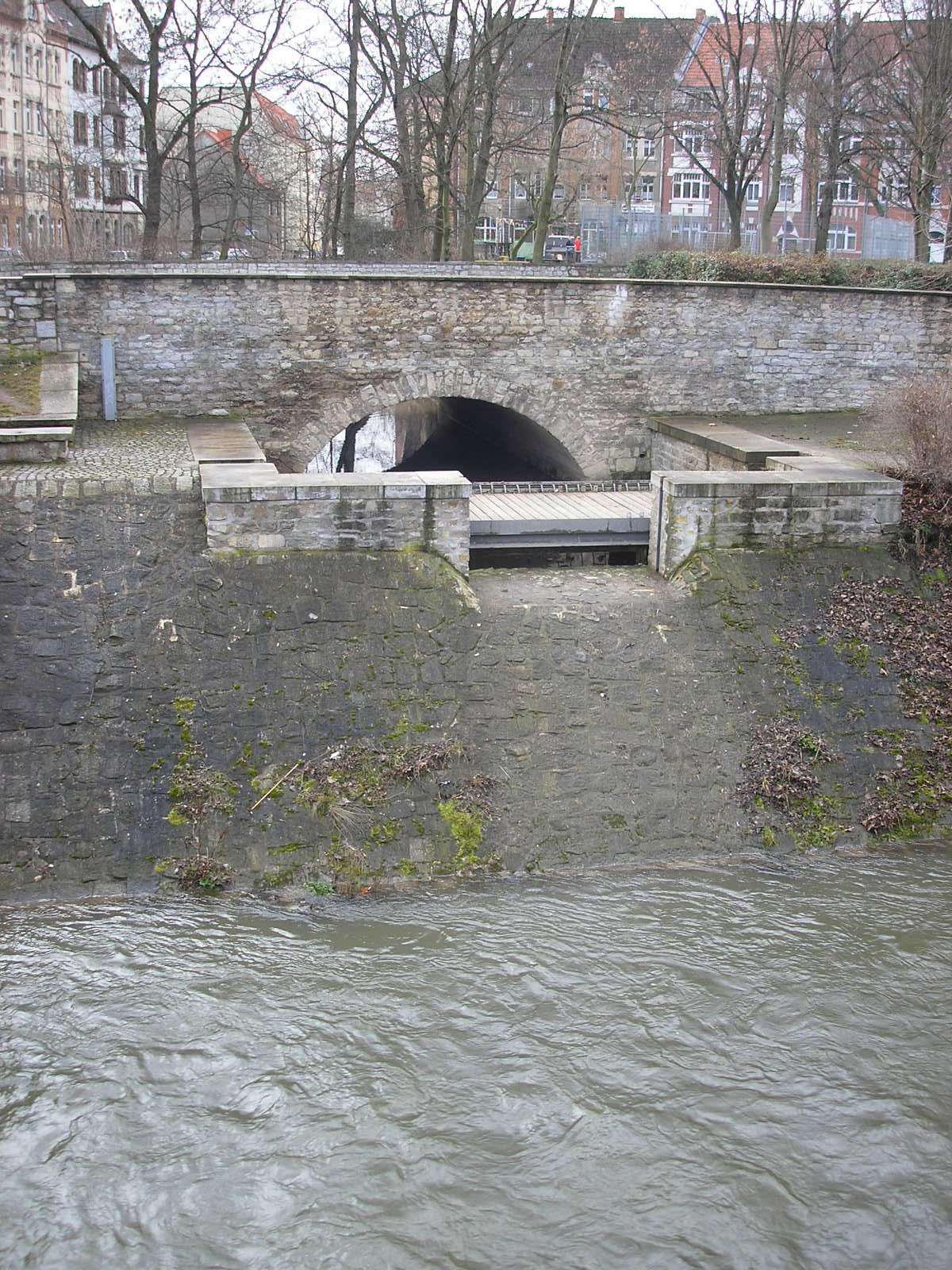
Der Düker des Flutgrabens mit der Schmalen Gera an der Schlüterstraße

Der Flutgraben ist ein großer Wassergraben, der die Altstadt von Erfurt im Süden, Osten und Norden umgibt. Er wurde zwischen 1890 und 1898 angelegt und dient dem Hochwasserschutz der Gera.

## Lage
Der Flutgraben zweigt am Papierwehr (50° 57′ 44,43″ N, 11° 0′ 37,77″ O) an der Hochheimer Straße zwischen Hochheim und der Brühlervorstadt rechts von der Gera ab, folgt dem Erfurter Stadtring östlich um das Stadtzentrum und vereinigt sich zwischen Talstraße und Waldemarstraße in der Andreasvorstadt, nach dem Sohlabsturz am Nettelbeckufer (50° 59′ 15,91″ N, 11° 1′ 19,97″ O), wieder mit der Gera. Der Flutgraben ist 5400 Meter lang, an der Sohle 20 Meter breit, fasst 250 m³/s (maximaler Abfluss aller Gera-Arme zusammen in Erfurt 6 m³/s) und schützt die historische Altstadt und besonders hochwassergefährdete Bauwerke wie die Krämerbrücke vor Überschwemmungen und Wasserschäden.

## Geschichte
Da die Gera und ihre Nebenflüsse einen Großteil der höchsten Berge im Thüringer Wald entwässern, waren schwere Hochwasser in Erfurt seit jeher ein Problem, insbesondere, wenn eine starke Schneeschmelze mit Niederschlägen zusammenfiel. Die Gera ist in Erfurt in viele Arme gegliedert, die zwar in der Lage waren, eine gewisse Menge Wasser abzuführen, wurde diese überschritten, stand jedoch gleich ein Großteil der Stadt unter Wasser. Man nutzte seit jeher auch die Wallgräben zum Hochwasserschutz, die Wilde Gera an der inneren und den Festungsgraben an der äußeren Erfurter Stadtbefestigung. Dies führte allerdings teilweise zu Schäden an diesen Anlagen, weshalb preußische Militärs die Nutzung des Festungsgrabens zu diesem Zweck untersagten, als die Stadt 1815 Teil des Königreichs wurde. Dies verschärfte die Hochwassergefahr in der Altstadt.
Bereits Mitte des 19. Jahrhunderts kamen Pläne zum Umbau der Gera im Stadtgebiet auf, die jedoch nicht zur Ausführung kamen. Erst als 1873 der Festungsstatus der Stadt Erfurt aufgehoben wurde, kam wieder Bewegung in die Hochwasserschutzplanung. Baupläne wurden erarbeitet und vom Stadtrat abgesegnet. Man einigte sich darauf, den ehemaligen Festungsgraben erheblich auszubauen und danach die Wilde Gera in der Altstadt zuzuschütten.
1890 begannen die Bauarbeiten am Flutgraben. Bei einem Hochwasser im November 1890 stellte man fest, dass für einen sicheren Schutz der Stadt eine Abflussmenge von 250 m³/s nötig ist, in den Plänen war man allerdings nur von 200 m³/s ausgegangen, weshalb sie nochmals überarbeitet wurden. Neben neuen Straßenbrücken wurde auch ein Düker errichtet. Er unterführt an der heutigen Brücke in der Schlüterstraße die Schmale Gera unter dem Flutgraben hindurch. Dieser 1895 errichtete Düker besteht aus fünf Röhren mit einem Durchmesser von 1,20 Metern. 1898 wurde der Flutgraben fertiggestellt und im Anschluss die Wilde Gera zugeschüttet. Auf ihr wurde die erste Ringstraße (heutiger Juri-Gagarin-Ring) angelegt. Der Bau des Flutgrabens kostete 1,7 Millionen Mark, wobei ein Bauarbeiter etwa 1,50 Mark Tageslohn bekam, und wurde von der Stadt Erfurt finanziert. Insgesamt wurden 560.000 m³ Erdreich ausgehoben. Zusätzlich wurden zwölf Brückenbauwerke errichtet.
Seit seiner Fertigstellung hat der Flutgraben die Erfurter Altstadt zuverlässig vor Hochwasser schützen können.